# IF Noretpojkarna
IF Noretpojkarna var en ishockey- och fotbollsklubb från Mora. Säsongen 1999/2000 spelade man i Division 1 Västra A, där man slutade på åttonde plats. I den påföljande vårserien slutade man på sjätte och sista plats och fick kvala för att försöka behålla sin plats i serien. I kvalet misslyckades man och blev sist vilket innebar att laget flyttades ner till Division II igen.